# Brant (Glockengießer)
Die Familie Brant war eine Familie von Glockengießern, die in Schleswig-Holstein lebte und arbeitete.

## Bekannte Familienmitglieder
- Melchior Lukas Brant († 1622 in Husum) arbeitete seit 1566 als Gehilfe von (Harmen) Grapengeter, der in Husum eine Glockengießerei gegründet hatte. 1581 übernahm Brant dessen Betrieb. Er produzierte ungefähr 40 bis 50 Glocken und viele Taufbecken. 1590 schuf er alle Pumpen, Leitungsröhren, Ventile und ähnliche Teile für die Husumer „Wasserkunst“. Diese versorgte das Husumer Schloss, Springbrunnen und Fischteiche mit Wasser. Er galt zu Lebzeiten als regionaler Meister seines Faches. Bekannte Schreibweisen seines Namens waren „Melcher Grapengeter“, „Melcher Lukas“, „Lukas Brann“ und „Lucas Melchior Grapengeter“.

Melchior Lukas Brant hatte zwei Söhne namens Peter und Lukas.
- Peter Brant (begraben am 9. Juni 1653 in Husum) übernahm 1620 die väterliche Glockengießerei. Bis 1653 goss er nachweislich 25 Glocken und beschäftigte seinen Bruder Lukas als Gehilfen. Um 1610 heiratete er eine heute unbekannte Frau, mit der er den Sohn Balzer Melchersen hatte.

- Balzer Melchersen Brant, auch Balthasar Melchior (* 1612 in Husum) erwarb um 1634 das Flensburger Bürgerrecht. Hier unterhielt er bis 1661 eine Gießerei. Von 1661 bis 1663 arbeitete er als Glockengießer in Dänemark. In Schleswig-Holstein schuf er nachweisbar zwölf Glocken.

Brant heiratete 1638 Katharina von Horsten († 1660 in Flensburg). Der gemeinsame Sohn Rudolf (* 1645 in Flensburg) zog nach Jütland, wo auch er Glocken goss.